# Francis Gingras
Pour les articles homonymes, voir Gingras.
Francis Gingras est un médiéviste québécois né le 28 avril 1971. Il est vice-recteur adjoint de l'Université de Montréal.

## Biographie
Né le 28 avril 1971, Francis Gingras est professeur au Département des littératures de langue française de l’Université de Montréal depuis 2003. Il a soutenu sa thèse de doctorat en littérature médiévale à l’Université Montpellier III, où il a enseigné de 1995 à 1997, avant d’être attaché d’enseignement et de recherche à la Faculté de Bayonne, puis professeur adjoint à l’Université Western Ontario. De 2008 à 2014, il a dirigé la revue Études françaises. De juin 2017 à mai 2021, il a été directeur du Département des littératures de langue française de l’Université de Montréal. Depuis 2023, il est directeur scientifique des Presses de l'Université de Montréal et directeur général du Réseau québécois de recherche et de mutualisation pour les revues scientifiques. Depuis le 1er juin 2025, il est vice-recteur adjoint à la recherche, secteur société et culture à l'Université de Montréal.
Il s’intéresse à l’histoire des formes littéraires et plus particulièrement au développement du genre romanesque. Ses travaux se signalent par leur perspective croisée qui articule approche théorique et analyse historique des textes littéraires. Ses ouvrages sur l’imaginaire érotique, sur la caractérisation des formes narratives vernaculaires et sur leurs modes de diffusion bénéficient d’une audience internationale, tant européenne que nord-américaine.

## Publications

### Livres
- Érotisme et merveilles dans le récit français des XIIe et XIIIe siècles, Paris, Honoré Champion, coll. « Nouvelle bibliothèque du Moyen Âge », no 63, 2002, 528 p.  (ISBN 2745306553)
- Miroir du français. Éléments pour une histoire culturelle de la langue française, Montréal, Université de Montréal, Département des littératures de langue française, coll. « Paragraphes », no 26, 2007, 525 p.  (ISBN 978-2-921447-19-5)  (ISSN 0843-5235) Deuxième édition : Montréal, Université de Montréal, Département des littératures de langue française, coll. « Paragraphes », no 26, 2009, 516 p. Troisième édition : Montréal, Presses de l’Université de Montréal, coll. « Espace littéraire », 2014, 476 p.  (ISBN 978-2-7606-3409-1)
- Le bâtard conquérant. Essor et expansion du genre romanesque au Moyen Âge, Paris, Honoré Champion, coll. « Nouvelle bibliothèque du Moyen Âge », no 105, 2011, 529 p.  (ISBN 978-2-7453-2304-0)
- Profession médiéviste, Montréal, Presses de l’Université de Montréal, coll. « Profession », 2014, 70 p.  (ISBN 978-2-7606-3341-4)
- La Deuxième Continuation du Conte du Graal, édition établie, présentée et annotée par Francis Gingras, traduite par Francis Gingras et Marie-Louise Ollier, Paris, Honoré Champion, coll. « Champion Classiques Moyen Âge », no 54, 2021, 960 p.  (ISBN 9782380960303)

### Ouvrages collectifs
- « Furent les merveilles pruvees et les aventures truvees. » Mélanges offerts à Francis Dubost, sous la dir. de Francis Gingras, Françoise Laurent, Frédérique Le Nan et Jean-René Valette, Paris, Honoré Champion, coll. « Colloques, congrès et conférences sur le Moyen Âge », no 6, 2005, 746 p.
- Une étrange constance. Les motifs merveilleux dans les littératures d’expression française du Moyen Âge à nos jours, sous la dir. de Francis Gingras, Sainte-Foy (Québec), Presses de l’Université Laval, « Collections de la République des lettres », série « Symposiums », 2006, 280 p.  (ISBN 2-7637-8302-3)
- Cultures courtoises en mouvement, sous la dir. d’Isabelle Arseneau et Francis Gingras, Montréal, Presses de l’Université de Montréal, 2011, 503 p.  (ISBN 978-2-7606-2272-2)
- Les centres de production des manuscrits vernaculaires au Moyen Âge, sous la dir. de Gabriele Giannini et Francis Gingras, Paris, Classiques Garnier, coll. « Rencontres », no 136, série « Civilisation médiévale », no 16, 2015, 252 p.  (ISBN 978-2-8124-4750-1)

### Numéros de revues
- « Merveilleux et fantastique au Moyen Âge », sous la dir. de Francis Dubos et Francis Gingras, Revue des langues romanes, vol. 100, no 2, 1996, 346 p.
- « De l’usage des vieux romans », sous la dir. d’Ugo Dionne et de Francis Gingras, Études françaises, vol. 42, no 1, 2006, 201 p.

### Articles et chapitres de livres (sélection)
- « La mauvaise langue et les lettres : statuts de la rumeur et de l’écrit à la naissance du roman (1150-1230) », Protée, vol. 32, no 3, 2004, p. 87-99.
- « Présentation. L'usure originelle du roman : roman et antiroman du Moyen Âge à la Révolution », Études françaises, vol. 42, no 1, 2006, p. 5-12. [lire en ligne] Avec Ugo Dionne.  (ISSN 0014-2085)  (ISBN 2-7606-1930-3)
- « Présentation. Les prix de la revue Études françaises : rétrospective », Études françaises, vol. 50, nos 1-2, 2014, p. 7-23 [lire en ligne] (ISSN 0014-2085)  (ISBN 978-2-7606-3440-4)
- « Présentation. Cinquante ans d’Études françaises », Études françaises, vol. 50, no 3, 2014, p. 5-14 [lire en ligne] (ISSN 0014-2085)  (ISBN 978-2-7606-3466-4)
- « Un autre Moyen Âge et le Moyen Âge des autres : les études médiévales vues d’Amérique », Perspectives médiévales. Revue d’épistémologie des langues et littératures du Moyen Âge, no 37, 2016.
- « Entretien avec Benoît Lacroix », Perspectives médiévales. Revue d’épistémologie des langues et littératures du Moyen Âge, no 37, 2016. Avec Madeleine Jeay.
- « Entretien avec Madeleine Jeay », Perspectives médiévales. Revue d’épistémologie des langues et littératures du Moyen Âge, no 37, 2016.
- « Faute de s’entendre : petite histoire de l’orthographe française », Argument, vol. 19, no 1, automne 2016-hiver 2017, p. 161-168.
- « Créance et fiction. Essor du discours économique et développement des formes narratives au Moyen Âge », Études françaises, vol. 59, no 1,‎ 2023, p. 21-55 (lire en ligne)

## Prix et distinctions
- 2002 - USC Teaching Award of Excellence, University of Western Ontario
- 2006 - Prix d’excellence en enseignement, Secteur Lettres et sciences humaines, Faculté des arts et des sciences, Université de Montréal
- 2011 - Sociétaire de la Société des anciens textes français
- 2014 - Membre de la Société royale du Canada[8].